# Tabanus dorsomaculatus
Tabanus dorsomaculatus är en tvåvingeart som beskrevs av Macquart 1847. Tabanus dorsomaculatus ingår i släktet Tabanus och familjen bromsar. Inga underarter finns listade i Catalogue of Life.